# Skepperia platensis
Skepperia platensis är en svampart som först beskrevs av Speg., och fick sitt nu gällande namn av Narcisse Theophile Patouillard 1900. Skepperia platensis ingår i släktet Skepperia och familjen Thelephoraceae.   Inga underarter finns listade i Catalogue of Life.